# Hà Nội ACB
CLB da Hà Nội – ACB war ein Fußballverein aus Hà Nội, Vietnam und wurde 1956 als Polizei- und Armeesportverein gegründet. Seine Heimspiele trug der Verein im Hàng-Đẫy-Stadion aus.

## Vereinsgeschichte
Der Verein war als Công an Hà Nội, Gründungsmitglied der V-League und wurde gleich im ersten Jahr des Bestehens der Liga Vizemeister. Nach dem größten Erfolg, dem Gewinn der Meisterschaft 1984, wartete man bis 2008 auf einen weiteren Titel. 1989 platzierte sich der Verein am Ende der Saison auf einem dritten Platz, ehe 2008 mit dem Pokalsieg der zweite Titel der Vereinsgeschichte errungen werden konnte. Das Pokalfinale gewann man gegen Boss Bình Định, welche ebenso wie Hà Nội – ACB zum Ende der Saison in die 2. Liga absteigen sollten. Mit nur einem enttäuschenden 13. Platz, und 19 Punkten aus 26 Spielen, war am Ende der Abstieg für Hà Nội – ACB besiegelt. Durch den Pokalsieg hat sich der Verein für den AFC Cup 2009 qualifiziert. 2010 stieg der Verein wieder auf. Nachdem der Klub 2011 abermals in die Zweitklassigkeit abgestiegen war, kaufte die Vereinsführung den Ligakonkurrenten Hòa Phát Hà Nội auf und fusionierte mit diesem zum FC Hà Nội, der ab 2011 am Spielbetrieb der V-League teilnahm, ehe er sich im April 2016 in FC Sài Gòn umbenannte.

## Namensänderungen
- Công an Hà Nội (1956–2002)
- Hàng không Việt Nam (2002–2003)
- LG.Hà Nội.ACB (2003–2006)
- Hà Nội – ACB (2006–2012)

## Vereinserfolge

### National
- V.League 1

Meister: 1984
Vizemeister: 1980, 1999
- Vietnamese Cup

Gewinner: 2008
Finalist: 1995, 2001
- V.League 2

Meister: 2010